# Braddock, Pennsylvania
Braddock är en ort i Allegheny County, Pennsylvania, USA.